# Fokker F28
Fokker F28 Fellowship – odrzutowy samolot pasażerski krótkiego i średniego zasięgu, produkowany przez holenderską firmę Fokker.

## Historia
Fokker, na podstawie doświadczeń z Fokker F27 podjął decyzję o zbudowaniu samolotu pasażerskiego mającego lepsze osiągi i przewożącego większą liczbę pasażerów. W 1962 r. opracowano koncepcję nowej konstrukcji, a w 1964 r. przystąpiono do jego budowy. Oblot prototypu miał miejsce 9 maja 1967 r. W 1969 r. rozpoczęto produkcję seryjną samolotu, przy której Fokker współpracował z MMB i Short. W jej trakcie opracowano wersje rozwojowe oznaczone jako Mk 1000-6000. Otrzymały ulepszone silniki, wprowadzono w nich zmiany konstrukcyjne w zakresie budowy i mechanizacji skrzydła, dzięki którym ilość przewożonych pasażerów wzrosła do 55. Produkcję zakończono w 1987 r. po wyprodukowaniu 241 egzemplarzy.

## Konstrukcja
Dwusilnikowy dolnopłat o konstrukcji całkowicie metalowej z usterzeniem w układzie T. Silniki umieszczone w tylnej części kadłuba. Podwozie trójpodporowe, chowane w locie.

## Wersje
Wyprodukowane wersje samolotu:
- Fokker F28 Mk 1000 – wersja o pojemności 65 pasażerów
- Fokker F28 Mk 2000 – wersja z dłuższym kadłubem o pojemności 79 pasażerów
- Fokker F28 Mk 3000 – wersja zbliżona do Mk 1000
- Fokker F28 Mk 4000 – wersja o zwiększonej rozpiętości skrzydeł i silnikami o większej mocy. Pojemność pasażerów 85
- Fokker Mk 5000 i 6000 – wersje wyposażona w silniki o większej mocy i sloty.